# NGC 6181
NGC 6181 is een balkspiraalstelsel in het sterrenbeeld Hercules. Het hemelobject werd op 28 april 1788 ontdekt door de Duits-Britse astronoom William Herschel.

## Synoniemen
- UGC 10439
- MCG 3-42-20
- ZWG 109.31
- IRAS 16301+1955
- PGC 58470